# Tom Sneva
Thomas "Tom" E. Sneva (født 1. juni 1948) er en amerikansk tidligere racerkører, hvis bedste resultat er sejren i Indianapolis 500-løbet i 1983. Han var også kendt for sine gode kvalifikationsevner, hvilket indbragte ham pole position i samme løb tre gange, 1977, 1978 og 1984. Han var også hurtigst i kvalifikationen i 1981, men reglerne det år gjorde, at han ikke startede forrest.
Ud over disse successer kunne Sneva også hæve trofæet som vinder af USAC's nationale mesterskab i 1977 og 1978.
Hans yngre brødre, Jerry Sneva (født 1949) og Jan Sneva (født 1953), har også været racerkørere.